# Milagro sobre hielo
Se conoce como milagro sobre hielo (en inglés, Miracle on Ice) a la victoria de los Estados Unidos sobre la Unión Soviética en la fase final de hockey sobre hielo en los Juegos Olímpicos de Invierno de 1980 celebrados en Lake Placid, Nueva York.
En dicho encuentro el equipo estadounidense, formado por jugadores universitarios, venció por 4:3 al combinado soviético, considerado entonces el mejor equipo de hockey del mundo, en un ambiente de rivalidad deportiva marcado por las tensiones de ambos países en plena Guerra Fría. La victoria fue determinante para que Estados Unidos se hiciera con la medalla de oro. La Federación Internacional de Hockey sobre Hielo (IIHF) consideró el partido como el mejor del siglo XX en este deporte.

## Historia

### Selecciones y situación política
El equipo de hockey sobre hielo de la Unión Soviética llegó a los Juegos Olímpicos de Lake Placid 1980 como el gran favorito para hacerse con la medalla de oro, distinción que habían ganado de forma consecutiva desde 1964. Sus estadísticas en los anteriores Juegos eran de 27 victorias, una derrota y un empate, con un marcador de 175 goles a favor por 44 en contra. Aunque oficialmente todos los deportistas soviéticos eran amateur, el Gobierno de Leonid Brézhnev invertía mucho dinero en el deporte y otorgaba a sus atletas una serie de ventajas, que les permitían de facto ejercer como profesionales. Entre otros jugadores figuraban el portero Vladislav Tretiak −considerado el mejor del mundo en su posición−, el atacante Valeri Kharlamov y el defensa Viacheslav Fetisov, miembros del Salón de la fama del Hockey. Su capitán era Boris Mikhailov, extremo derecho del CSKA Moscú.
Por otro lado, Estados Unidos era el anfitrión de los Juegos Olímpicos y enviaba un equipo formado por universitarios, a pesar de que el número de profesionales estadounidenses en la National Hockey League (con gran mayoría de canadienses) había aumentado en la década de 1970. El seleccionador era Herb Brooks, técnico del club de hockey de la Universidad de Minnesota y ganador de tres campeonatos nacionales de la NCAA (1974, 1976 y 1979). Nueve de los veinte miembros del equipo habían estado a sus órdenes en los Minnesota Golden Gophers, equipo de la institución.
Estados Unidos y la Unión Soviética fueron rivales durante la Guerra Fría, y en aquella época sus relaciones diplomáticas no pasaban por buen momento. El entonces presidente estadounidense, Jimmy Carter, anunció que su país boicotearía los Juegos Olímpicos de Moscú en protesta por la participación soviética en la Guerra de Afganistán, hecho que se produjo semanas antes del partido.

### Desarrollo de los Juegos Olímpicos
Semanas antes del encuentro decisivo, tanto el combinado de Estados Unidos como el de la Unión Soviética disputaron amistosos de preparación. El último choque entre ambos países fue el 9 de febrero de 1980 en el Madison Square Garden, con victoria soviética por 10:3. El entrenador de la URSS, Viktor Tikhonov declaró años después que haber ganado ese compromiso "fue un gran problema después", porque hizo que su equipo infravalorase al conjunto norteamericano.
Al comienzo del torneo, Estados Unidos desempeñó un estilo de juego rápido, físico y agresivo. Terminó la fase regular de grupos en segunda posición con un saldo de cuatro victorias, un empate y ninguna derrota. Por su parte, la Unión Soviética ganó todos sus partidos y arrasó a sus rivales de grupo, siendo su resultado más contundente un 16:0 frente a Japón.
En la fase final, los dos primeros equipos de cada grupo (Estados Unidos, la Unión Soviética, Suecia y Finlandia) se enfrentaban en una liguilla final por las medallas. El día antes del "milagro", el periodista Dave Anderson escribió para New York Times lo siguiente: "salvo que el hielo se derrita bajo sus pies, o que cualquier equipo haga un milagro como hizo Estados Unidos en los Juegos de1960" (primer oro del país en esta disciplina), "los rusos se harán con la medalla de oro por sexta vez".
El clima de la Guerra Fría hizo que los estadounidenses se volcaran con el anfitrión, llenando el pabellón con banderas nacionales. Por su parte, los soviéticos también se mantuvieron expectantes ante la posibilidad de vencer al rival político en su propio hogar. El combinado ruso rechazó retrasar el partido de las 17:00 a las 20:00 horas (UTC+5), por lo que la televisión ABC lo emitió en diferido, pero en horario de máxima audiencia. Antes de comenzar, el entrenador Herb Brooks leyó a sus jugadores un juramento que decía lo siguiente: "Habéis nacido para jugar. Habéis nacido para estar aquí. Este es vuestro momento".

### El partido de hockey

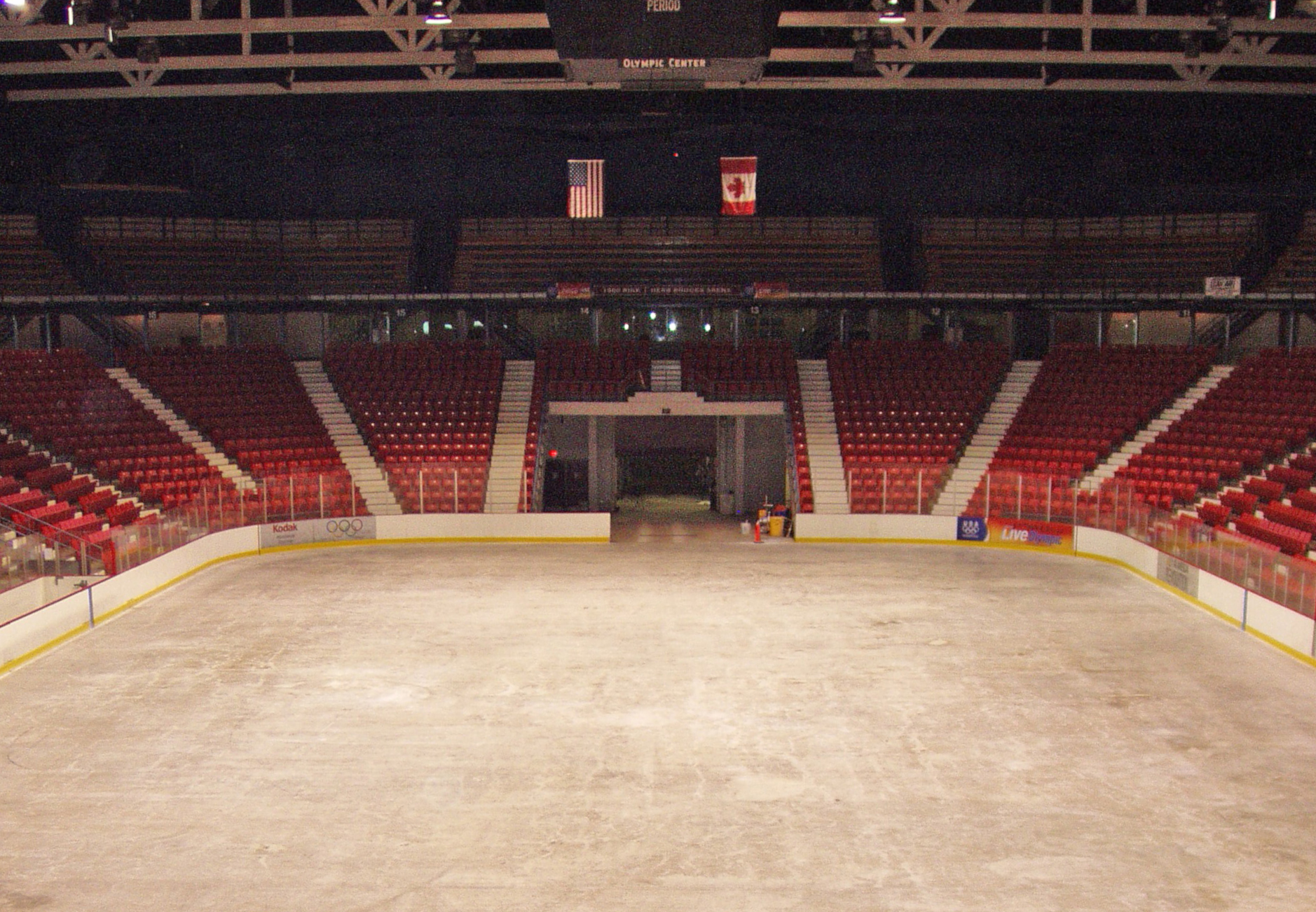
Centro Olímpico de Lake Placid, pabellón del partido y que lleva el nombre de Herb Brooks desde 2004.

En los primeros minutos del primer tiempo, la Unión Soviética se puso por delante con un gol de Vladimir Krutov. Sin embargo, Estados Unidos lo igualó con un tanto de Buzz Schneider. La URSS volvió a adelantarse por mediación de Sergei Makarov, y durante varios minutos asedió la portería del equipo local. Sin embargo, el estadounidense Mark Johnson empató en los últimos segundos de ese periodo al aprovechar un mal rechace del guardameta ruso Tretiak.
En el segundo tiempo, la URSS sacó a su portero reserva Vladimir Myshkin, quien mantuvo la portería a cero durante ese periodo gracias a sus defensas. El combinado soviético dominó por completo pero a pesar de efectuar 12 disparos a puerta sólo anotó un gol, obra de Aleksandr Maltsev. En los siguientes veinte minutos, Estados Unidos tenía que remontar un adverso 2:3.
En el tercer periodo, el equipo estadounidense aprovechó los errores de la zaga soviética y una penalización de dos minutos a Krutov. Mark Johnson aprovechó la superioridad numérica de su equipo para anotar el empate. Y a diez minutos del final el capitán estadounidense, Mike Eruzione, marcó el tanto de la victoria por 4:3. Aunque la URSS atacó con todos sus efectivos, Estados Unidos aguantó el resultado y se llevó la victoria. El júbilo de los espectadores contagió al comentarista del encuentro, Al Michaels, quien narró los segundos finales:
«¡Once segundos, quedan diez segundos, la cuenta atrás va a terminar ya! Morrow, pasa para Silk. ¡Quedan cinco segundos! ¿Creen en los milagros?... ¡SÍ! ¡Increíble! (...) ¡No hay palabras para describirlo, perdónenme!.» 

### Después del partido
La victoria de Estados Unidos impresionó a todo el país, que aplaudió a sus jugadores como héroes vitoreando el grito ¡U-S-A!. Mientras el equipo celebraba el triunfo en la pista y los soviéticos se marchaban cabizbajos, Herb Brooks se fue a los vestuarios y rompió a llorar. Sin embargo, todavía no habían ganado la medalla de oro; les quedaba un partido frente a Finlandia.
El encuentro frente a los finlandeses fue muy complicado para los anfitriones, que se fueron al descanso del segundo tiempo con una desventaja de 1:2. En esos momentos, Herb Brooks espetó a sus jugadores que "si pierden este partido, se lo llevarán a sus tumbas. A sus malditas tumbas". Los norteamericanos marcaron tres goles para la remontada (4:2) y Estados Unidos ganó la medalla de oro. Por su parte, la Unión Soviética logró la plata. Sports Illustrated publicó su número de marzo con una imagen de la celebración en Lake Placid sin ningún pie de foto, reflejando así la importancia del partido frente a los soviéticos. Además, se hicieron dos películas: "Miracle on Ice", de 1981 y protagonizada por Karl Malden, y "Miracle", de 2004 con Kurt Russell y Patricia Clarkson.
Trece de los 20 miembros del equipo olímpico estadounidense firmaron contratos profesionales con franquicias de la NHL, siendo una notable excepción el capitán Mike Eruzione, quien se retiró con 25 años al creer que la medalla era lo máximo que podía lograr como deportista. Herb Brooks fichó por New York Rangers en 1981 y siguió su carrera de entrenador en diferentes equipos hasta su muerte en 2003.
En la Unión Soviética, el entrenador Tikhonov culpó a sus jugadores de la derrota, aunque más tarde reconoció que el cambio de porteros realizado en el segundo tiempo fue un error. Los derrotados deportistas recogieron las medallas de plata sin ver las inscripciones con su nombre, y los medios de comunicación soviéticos no mencionaron el partido hasta unos días después. A pesar de la derrota, la URSS continuó siendo una potencia del hockey sobre hielo hasta su disolución. 
La NHL incluyó en su draft a jugadores soviéticos con la esperanza de que marcharan a Norteamérica, pero no fue hasta 1988 cuando el veterano Sergei Pryakhin se unió a Calgary Flames. Algunos miembros del equipo olímpico ruso de 1980, como Viacheslav Fetisov y Sergei Makarov, siguieron sus pasos meses después.

## Ficha del partido
| Marcador | Equipo  | Gol            | Asistencia      | Asistencia      | Minuto     |
| -------- | ------- | -------------- | --------------- | --------------- | ---------- |
| 0:1      | URSS    | Krutov (9)     | Kasatonov (7)   |                 | 9:12       |
| 1:1      | EE. UU. | Schneider (25) | Pavelich (16)   |                 | 14:03      |
| 1:2      | URSS    | Makarov (24)   | A. Golikov (25) |                 | 17:34      |
| 2:2      | EE. UU. | Johnson (10)   | Christian (23)  | Silk (8)        | 19:59      |
| 2:3      | URSS    | Maltsev (10)   | Krutov (9)      |                 | 22:18 (PP) |
| 3:3      | EE. UU. | Johnson (11)   | Silk (8)        |                 | 48:39 (PP) |
| 4:3      | EE. UU. | Eruzione (21)  | Pavelich (16)   | Harrington (28) | 50:00      |

| Minuto | Equipo  | Jugador         | Sanción | Por                    |
| ------ | ------- | --------------- | ------- | ---------------------- |
| 03:25  | URSS    | Mikhailov (13)  | 2:00    | Hooking                |
| 20:58  | EE. UU. | Harrington (28) | 2:00    | Holding                |
| 29:50  | EE. UU. | Craig (30)      | 2:00    | Retrasar el juego      |
| 37:08  | URSS    | Lebedev (11)    | 2:00    | Conducta antideportiva |
| 37:08  | EE. UU. | Morrow (3)      | 2:00    | Cross-check            |
| 46:47  | URSS    | Krutov (9)      | 2:00    | High-stick             |

Árbitros:  Karl-Gustav Kaisla (árbitro principal),  Nico Toemen y  François LaRochelle (asistentes)
Incidencias: Centro Olímpico de Lake Placid (Nueva York). 11 000 espectadores.

## Equipos
| Posición | Nombre                  | Edad | Ciudad               |
| -------- | ----------------------- | ---- | -------------------- |
| G        | *Jim Craig              | 21   | North Easton, MA     |
| D        | *Ken Morrow             | 22   | Flint, MI            |
| D        | *Mike Ramsey            | 19   | Minneapolis, MN      |
| C        | *Mark Johnson           | 22   | Madison, WI          |
| RW       | Mike Eruzione (Capitán) | 25   | Winthrop, MA         |
| LW       | *Dave Silk              | 21   | Scituate, MA         |
| D        | Bill Baker              | 22   | Grand Rapids, MN     |
| C        | Neal Broten             | 20   | Roseau, MN           |
| D        | Dave Christian          | 20   | Warroad, MN          |
| RW       | Steve Christoff         | 21   | Richfield, MN        |
| RW       | John Harrington         | 22   | Virginia, MN         |
| G        | Steve Janaszak          | 22   | Saint Paul, MN       |
| LW       | *Rob McClanahan         | 22   | Saint Paul, MN       |
| D        | Jack O'Callahan         | 22   | Charlestown, MA      |
| C        | Mark Pavelich           | 21   | Eveleth, MN          |
| LW       | Buzz Schneider          | 25   | Babbitt, MN          |
| RW       | Eric Strobel            | 21   | Rochester, MN        |
| D        | Bob Suter               | 22   | Madison, WI          |
| LW       | Phil Verchota           | 22   | Duluth, MN           |
| C        | Mark Wells              | 21   | St. Clair Shores, MI |

| Posición | Nombre                     | Edad | Ciudad                 |
| -------- | -------------------------- | ---- | ---------------------- |
| G        | *Vladislav Tretiak         | 27   | Óblast de Moscú, Rusia |
| D        | *Viacheslav Fetisov        | 21   | Moscú, Rusia           |
| D        | *Alexei Kasatonov          | 20   | San Petersburgo, Rusia |
| C        | *Vladimir Petrov           | 32   | Óblast de Moscú, Rusia |
| LW       | *Valeri Kharlamov          | 32   | Moscú, Rusia           |
| RW       | *Boris Mikhailov (Capitán) | 35   | Moscú, Rusia           |
| RW       | Helmuts Balderis           | 27   | Riga, Letonia          |
| D        | Zinetula Bilyaletdinov     | 24   | Moscú, Rusia           |
| RW       | Aleksandr Golikov          | 27   | Penza, Rusia           |
| C        | Vladimir Golikov           | 25   | Penza, Rusia           |
| LW       | Vladimir Krutov            | 19   | Moscú, Rusia           |
| RW       | Yuri Lebedev               | 28   | Moscú, Rusia           |
| RW       | Sergei Makarov             | 21   | Cheliábinsk, Rusia     |
| C/RW     | Aleksandr Maltsev          | 30   | Kirovo-Chepetsk, Rusia |
| G        | Vladimir Myshkin           | 24   | Kirovo-Chepetsk, Rusia |
| D        | Vasili Pervukhin           | 24   | Penza, Rusia           |
| LW       | Aleksandr Skvortsov        | 25   | Nizhni Nóvgorod, Rusia |
| D        | Sergei Starikov            | 21   | Cheliábinsk, Rusia     |
| D        | Valeri Vasiliev            | 30   | Nizhni Nóvgorod, Rusia |
| C        | Viktor Zhluktov            | 26   | Intá, Rusia            |

* En el sexteto inicial